# ジャスト・ライク・ア・ピル
「ジャスト・ライク・ア・ピル」はアメリカ合衆国のシンガーソングライターのP!NKの楽曲。この楽曲は、彼女の2枚目のスタジオ・アルバム『ミスアンダストゥッド』に収録され、アルバムからの3曲目のシングルとして2002年6月10日にリリースされた。各国の週間シングルチャートでは全英シングルチャートで1位を記録、ドイツ、アイルランド、オーストラリアで2位を記録した。
| スタブアイコン | サブスタブ | この項目は、まだ閲覧者の調べものの参照としては役立たない、シングルに関連した書きかけの項目です。この項目を加筆・訂正などしてくださる協力者を求めています（P:音楽/PJ:楽曲）。 |